# 梅尔塞
梅尔塞（法語：Mercey，法語發音：[mɛʁsɛ]）是法国厄尔省的一个市镇，位于该省东部，属于埃夫勒区。

## 地理
梅尔塞（49°4'48"N, 1°23'35"E）面积3.5 平方千米，位于法国诺曼底大区厄尔省，该省份为法国北部内陆省份，北起滨海塞纳省，西接奧恩省和卡爾瓦多斯省，南至厄尔-卢瓦省，东临瓦兹省、瓦兹河谷省和伊夫林省。
与梅尔塞接壤的市镇（或旧市镇、城区）包括：乌尔贝克科什雷勒、拉沙佩勒隆格维尔、圣马塞尔、圣樊尚代布瓦。

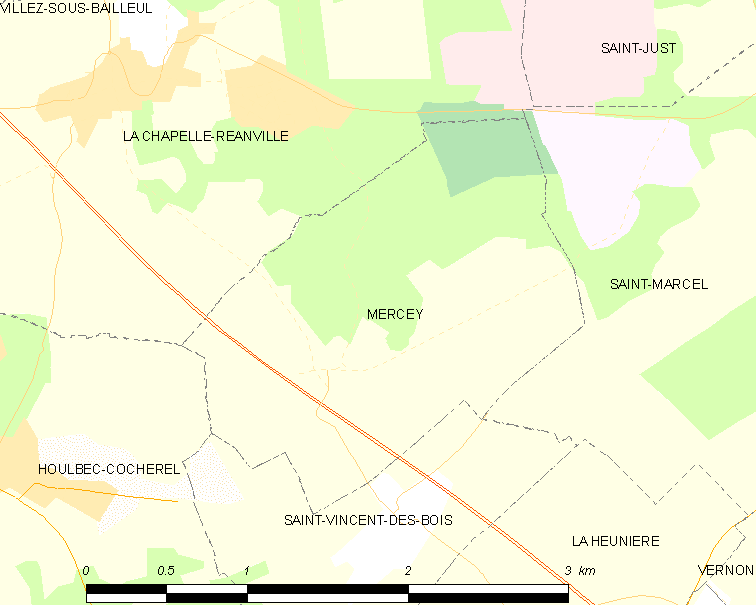
梅尔塞的OSM定位图

梅尔塞的时区为UTC+01:00、UTC+02:00（夏令时）。

## 行政
梅尔塞的邮政编码为27950，INSEE市镇编码为27399。

## 政治
梅尔塞所属的省级选区为厄尔河畔帕西县。

## 人口

1962-2008年间梅尔塞人口变化图示

梅尔塞于2022年1月1日时的人口数量为56人。